# Associazione Islamica di Medici dell'Iran
L'Associazione Islamica di Medici dell'Iran (in iraniano: انجمن اسلامی پزشکان; in inglese: Islamic Association of Physicians of Iran) è un partito politico iraniano. È stato legalizzato il 20 gennaio 1993.

## Parlamentari
Tra i parlamentari o ex-parlamentari appartenenti al partito figurano:
- Shahab od-Din Sadr
- Ali Akbar Velayati
- Abbas Sheibani
- Mohammad-Karim Shahrzad
- Marzieh Vahid-Dastjerdi